# Mugil thoburni
Mugil thoburni – gatunek morskiej ryby z rodziny mugilowatych (Mugilidae). Czasami bywał wydzielany do monotypowego rodzaju Xenomugil wprowadzonego przez Schultza w 1946 roku. Występuje we wschodnim Pacyfiku u wybrzeży Ameryki Centralnej i Południowej – od Gwatemali po Peru, także u wybrzeży wysp Galapagos. Długość ciała do 29,5 cm.